# Fondazione Maimeri
La fondazione Maimeri è nata nel 1997 in nome di Gianni Maimeri (1884-1951), artista lombardo, con l'obbiettivo di promuovere l'arte e la cultura in ogni sua espressione.
La fondazione organizza mostre con lo scopo di mettere nella giusta luce la personalità, lo stile e la ricerca di Gianni Maimeri.
Per proseguire l'esplorazione intrapresa da Gianni Maimeri, nei percorsi e incroci tra arte e musica la Fondazione ha ideato e promosso la manifestazione "II Colore della Musica", giunta alla settima edizione. L'iniziativa unisce l'opera di un artista visivo con quella di un musicista in un incontro inedito e multidisciplinare. Ogni anno l'evento è accompagnato dalla pubblicazione di una monografia.
I protagonisti uniti da II Colore della Musica sono:
- 1997 Emilio Tadini e Sarah Jane Morris
- 1998 Aldo Mondino e Delmar Brown
- 1999 Lucio Del Pezzo e Enrico Ruggeri
- 2000 Maréo Nereo Rotelli e Franco Battiato
- 2001 Marco Lodola, Andy dei Bluvertigo, Jovanotti, Max Pezzali e i Timoria
- 2003 Mimmo Rotella e Edoardo Bennato
- 2005 Valerio Adami e Mario Lavezzi

Uno degli obiettivi della fondazione è quello di divulgare l'opera di giovani talenti, come avvenuto nella mostra Dalla parte del colore, che nel 2002 ha presentato le opere di 16 promettenti artisti sudamericani. Dal maggio 2007 la fondazione collabora con il Progetto Musae (Museo Urbano Sperimentale d'Arte emergente). Il primo Museo Urbano itinerante per l'Italia con il fine di ospitare in ogni tappa un centinaio di opere di artisti emergenti.
II 15 marzo 2005 la Fondazione Maimeri inaugura la sua sede ufficiale: lo Spazio Fondazione Maimeri 250 metri quadrati di open space, in corso Cristoforo Colombo 15 Milano.
il presidente Gianni Maimeri (nipote dell'artista)»